# هانس-ویلهلم مولر وولفهارت

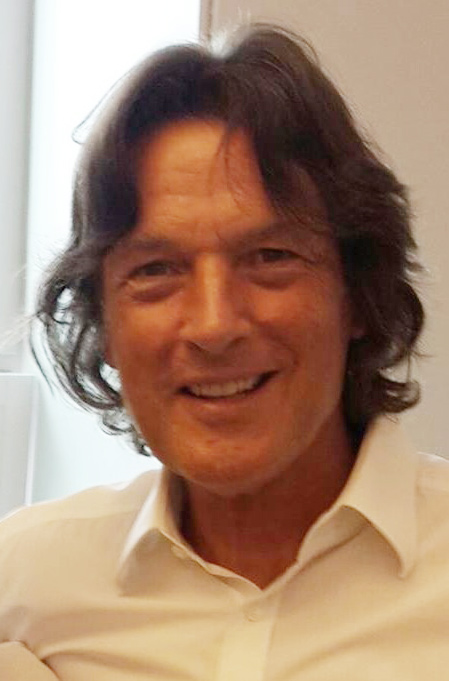
دکتر مولر وولفهارت در سال ۲۰۱۶

دکتر هانس-ویلهلم مولر-وولفهارت (متولد ۱۲ اوت ۱۹۴۲) پزشک فعلی تیم ملی آلمان و باشگاه بایرن مونیخ می‌باشد. وی برای بار اول از تاریخ ۱ آوریل ۱۹۷۷ تا ۱۶ آوریل ۲۰۱۵  و برای بار دوم از نوامبر سال ۲۰۱۷ پزشک باشگاه بایرن بوده‌است. او پس از باخت بایرن به پورتو در لیگ قهرمانان اروپا و اتهاماتی که به او زده شد از کارش استعفا داد و در سال ۲۰۱۷ به درخواست یوپ هاینکس به شغلش برگشت.

## بازیکنان مداوا شده
او بسیاری از بازیکنان سرشناس را مداوا کرده که از بین آنها می‌توان به یورگن کلینزمن، رونالدو، کلی هولمس، جاناتان وودگیت، موریس گرین و یوسین بولت اشاره کرد.
او در جام ملت‌های اروپا ۲۰۰۰ مشکلات همسترینگ مایکل اوون را برطرف کرد و نیز به هم تیمی‌های او در لیورپول، استیون جرارد و هری کیول کمک کرد.